# Crayon Shin-chan: Shinkon ryokō harikēn - Ushinawareta hiroshi
Série
Crayon Shin-chan: Bakumori! Kung-Fu Boys - Rāmen tairan
(2018) Crayon Shin-chan: Gekitotsu rakugakingudamu to hobo shi-ri no yūsha
(2020)
Pour plus de détails, voir Fiche technique et Distribution.
Crayon Shin-chan: Shinkon ryokō harikēn - Ushinawareta hiroshi (映画クレヨンしんちゃん 新婚旅行ハリケーン ～失われたひろし～, Kureyon Shinchan: Shinkon Ryokō Harikēn ~Ushinawareta Hiroshi~) est un film d'animation japonais réalisé par Masakazu Hashimoto et sorti le 19 avril 2019 au Japon.
Il s'agit du 27e film tiré du manga Crayon Shin-chan. Le réalisateur Masakazu Hashimoto a également réalisé le 21e film Crayon Shin-chan: Very Tasty! B-class Gourmet Survival!! (en), le 23e Crayon Shin-chan: My Moving Story! Cactus Large Attack! (en) et le 25e Crayon Shin-chan: Invasion!! Alien Shiriri. Le scénario est écrit par Kimiko Ueno qui a également signé celui du 23e film Crayon Shin-chan: My Moving Story! Cactus Large Attack! et du 26e Crayon Shin-Chan: Bakumori! Kung-Fu Boys - Rāmen Tairan.
L'intrigue est légèrement similaire au film de 1994 Crayon Shin-chan: Buriburi Ōkoku no Hihō avec les concepts de « voyage à l'étranger pas cher », « d'être enlevé et pourchassé » et de « clé du trésor ». Dans ce film, Misae gagne des vacances dans le royaume Buri Buri. Shinnosuke, qui se fait enlever, est la clé du trésor secret de ce royaume et la famille est poursuivie par des chasseurs de trésors.

## Synopsis
Hiroshi et Misae n'ont jamais fait de lune de miel dans un pays étranger. Un jour, Misae découvre une offre de vacances pas cher et adapté aux familles en Australie et la famille Nohara décide d’en faire leurs premières voyage de noces.
Hiroshi se fait kidnapper dès son arrivée en Australie, laissant Shinnosuke, Misae et d’autres personnes en danger. Il s'avère que Hiroshi est la clé d'un trésor secret. Les membres restants de la famille Nohara doivent le sauver, tandis qu'un mystérieux homme masqué et des chasseurs de trésors du monde entier le recherchent,,,.

## Distribution
- Akiko Yajima : Shinnosuke Nohara
- Miki Narahashi (en) : Misae Nohara
- Toshiyuki Morikawa : Hiroshi Nohara
- Satomi Kōrogi (en) : Himawari Nohara
- Mari Mashiba (en) : Toru Kazama et Shiro
- Tamao Hayashi : Nene Sakurada
- Teiyū Ichiryūsai (en) : Masao Satou
- Chie Satō (en) : Bo-chan
- Daisuke Sakaguchi : Yoshirin
- Makiko Ōmoto : Micchi